# Fontana

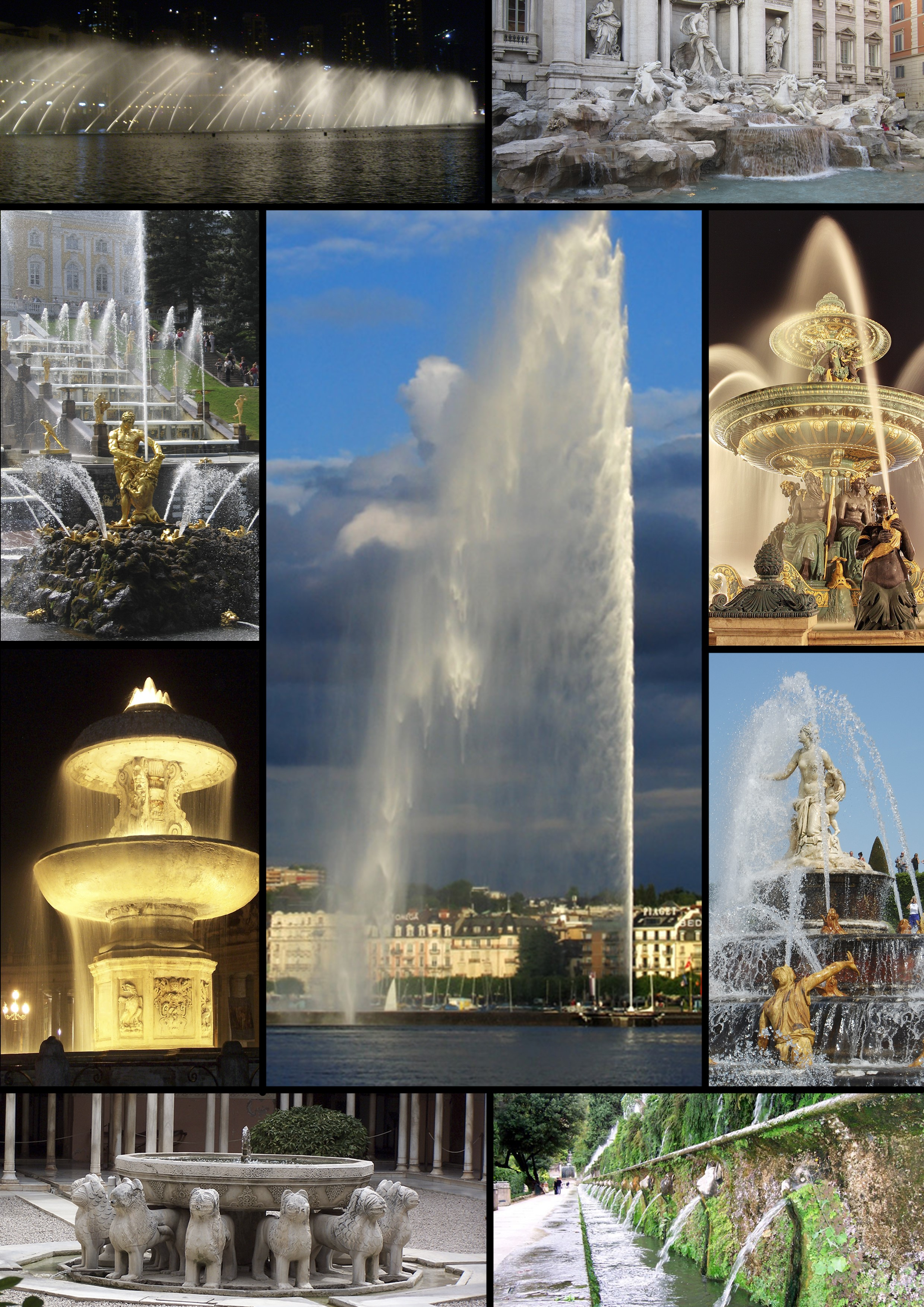
Un collage di fontane

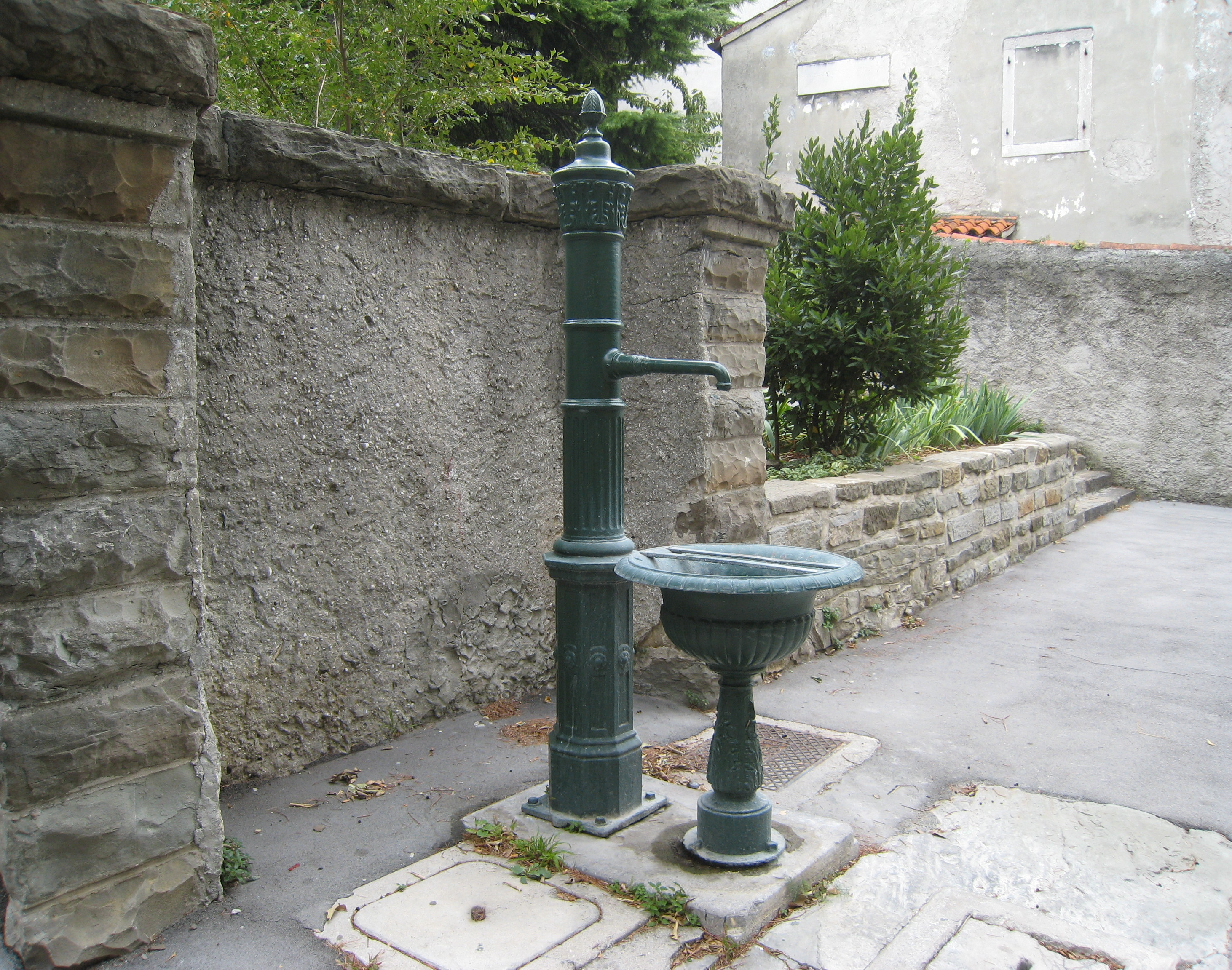
Una fontana per attingere acqua

Una fontana (dal latino fons, fontis, "sorgente") è un dispositivo architettonico che versa l'acqua (proveniente da una sorgente o da un impianto idrico) in un bacino da cui è possibile attingere, oppure per effetti decorativi o scenografici.
In origine le fontane avevano uno scopo puramente funzionale, essendo molto importanti e diffuse nei centri abitati prima che l'acqua corrente fosse disponibile nelle singole abitazioni, mentre ora vanno via via scomparendo, al pari dei lavatoi pubblici, posti muniti di vasche ove ci si poteva recare per fare il bucato.
Oltre all'uso come punto di accesso all'acqua, le fontane sono usate come elemento architettonico ed urbanistico ornamentale ed artistico, anche di tipo monumentale: esempi sono le fontane ornate di statue o alleggerite e rese più spettacolari e scenografiche con fantasiosi giochi d'acqua.
Le fontane utilizzate come ornamento si svilupparono durante l'età ellenistica e furono tra le sue opere più rappresentative, e poi questo uso fu esteso anche nella Roma antica dove queste fontane presero il nome di ninfei. Nel Medioevo le fontane vennero meno, in quanto sostituite dai pozzi. Con l'avvento del Barocco e del Rinascimento, le fontane riacquisirono il valore architettonico e decorativo che avevano nel periodo classico.

## Storia

### Antichità

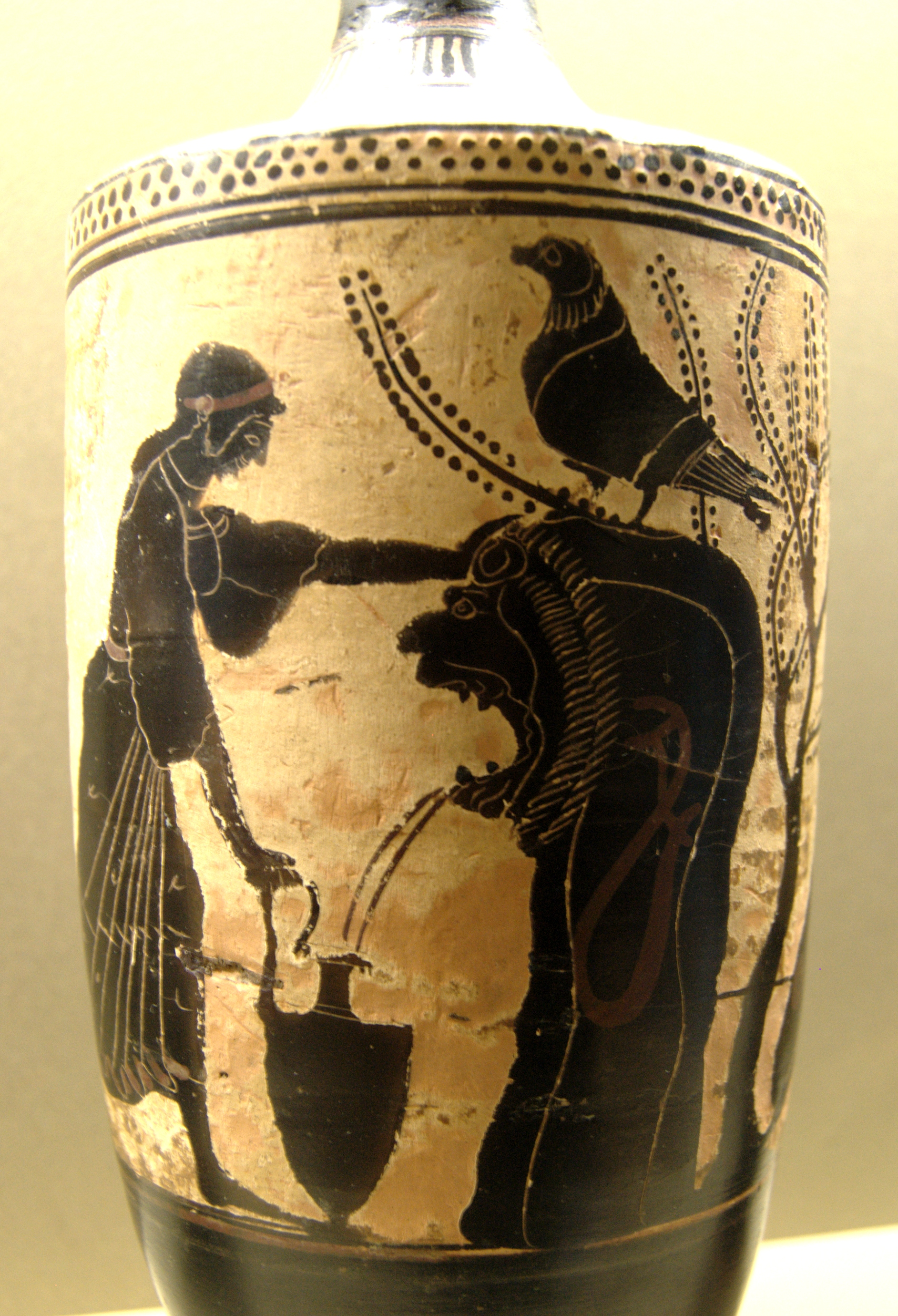
Un vaso proveniente dalla Magna Grecia

Le antiche civiltà costruirono vasche di pietra per catturare e trattenere l'acqua potabile. Un bacino di pietra scolpita, databile intorno al 2000 a.C. e scoperto tra le rovine dell'antica città sumera di Lagash (nell'attuale Iraq) è considerata una delle più antiche fontane al mondo. Gli antichi Assiri costruirono nella gola del fiume Comel una serie di bacini scolpiti nella roccia e collegati da piccoli canali, scendendo a ruscello fino ad un bacino più basso decorato con rilievi scolpiti su due leoni. Gli antichi egizi avevano ingegnosi sistemi per il sollevamento delle acque del Nilo, usate per bere e per l'irrigazione, ma in assenza di una maggiore fonte di acqua non era stato possibile effettuare il flusso di acqua per gravità, cosicché non sono state finora mai trovate fontane o immagini di fontane egiziane.
Gli antichi greci crearono molti acquedotti che alimentavano fontane a gravità per distribuire l'acqua. Secondo antichi storici esistevano fontane ad Atene, Corinto e altre antiche città greche già nel VI secolo a.C. come punti di terminazione di acquedotti che portavano l'acqua dalle sorgenti e dei fiumi nelle città. Sempre nel VI secolo a.C., il tiranno ateniese Pisistrato costruì la fontana principale di Atene, le Enneacrounos, nell'Agorà: come dice il nome stesso, la fontana aveva nove grandi cannoni, o beccucci, che fornivano acqua potabile ai residenti locali.
Anche in Magna Grecia furono costruiti molti acquedotti: a Siracusa l'acquedotto Galermi convoglia l'acqua da Sortino sino a Siracusa per 32 Km e crea la fontana dentro il Ninfeo posto sopra il Teatro greco continuando poi sino alla città dove una grande fontana è ancora visibile negli scavi di Piazza della Vittoria.
Le fontane greche erano di pietra o marmo, con l'acqua che scorreva attraverso tubi di bronzo oppure fittili ed emergenti dalla bocca di una maschera scolpita che rappresentava il muso di un leone o altro animale. La maggior parte delle fontane greche funzionavano per semplice gravità, anche se - come si vede nelle immagini su alcuni vasi - i greci avevano già scoperto l'uso del sifone per far erogare l'acqua.

### Età romana

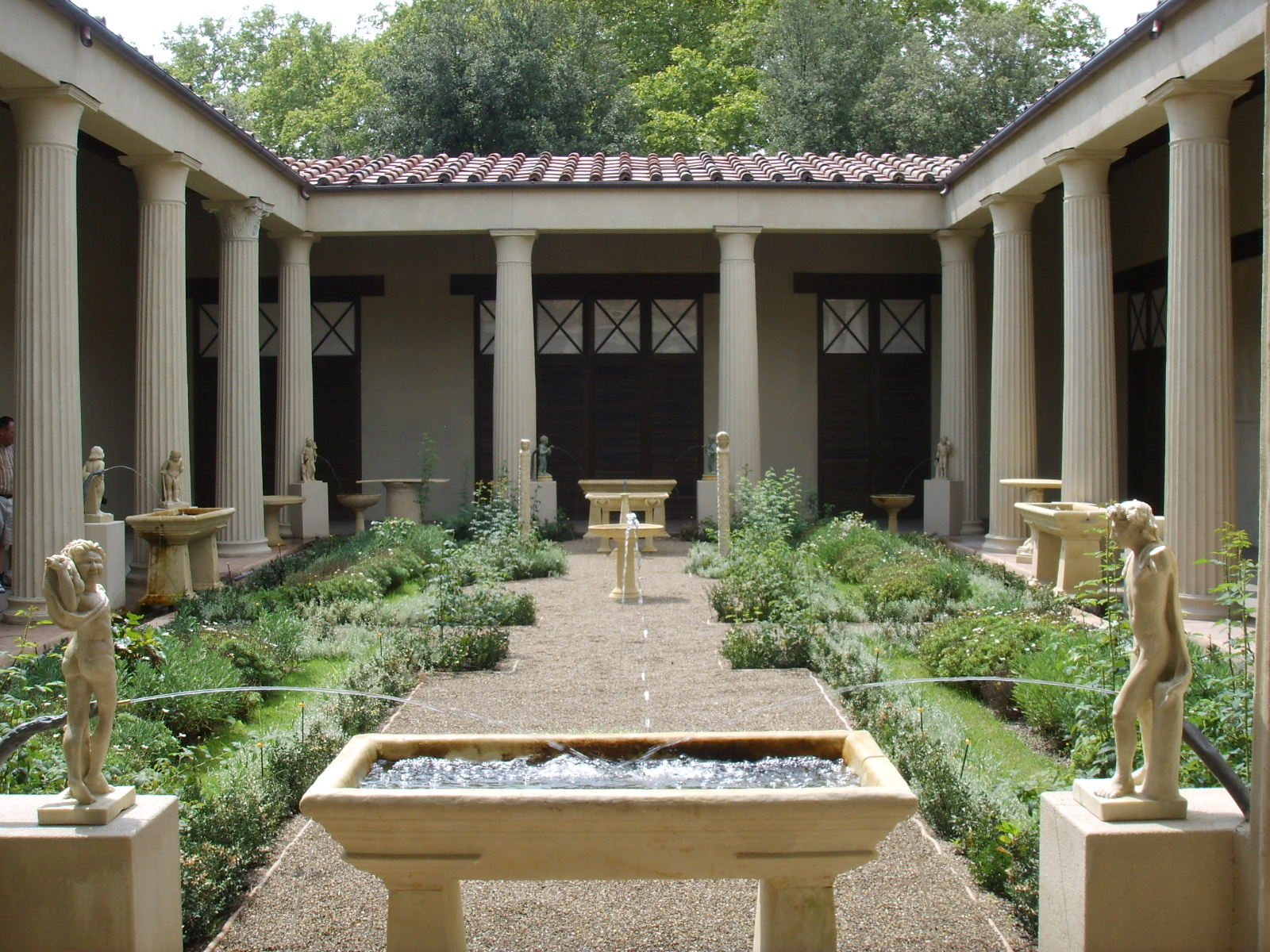
Ricostruzione del giardino della casa dei Vetii di Pompei

Gli antichi romani costruirono un vasto sistema di acquedotti per condurre l'acqua dai fiumi e laghi di montagna alle fontane e cisterne di Roma. Gli ingegneri romani usarono tubi di piombo al posto del bronzo per distribuire l'acqua in tutta la città. Grazie agli scavi di Pompei, che hanno permesso di ritrovare l'antica città nello stato in cui venne distrutta dall'eruzione del Vesuvio nel 79 d.C., sono state scoperte fontane e cisterne poste ad intervalli regolari lungo le strade della città, alimentati da sifonamento dell'acqua verso l'alto da tubi di piombo posti sotto la strada. Gli scavi di Pompei hanno anche mostrato che le case dei ricchi romani avevano spesso una piccola fontana nell'atrio, o nel cortile interno, con acqua proveniente dalla rete idrica della città che sgorgava in una piccola ciotola o bacino.
L'antica Roma era una città piena di fontane. Secondo Sesto Giulio Frontino, console romano nominato curator aquarum (tutore delle acque) di Roma nel 98 d.C., Roma aveva nove acquedotti che alimentavano 39 fontane monumentali e 591 bacini pubblici, senza contare l'acqua fornita alla famiglia imperiale, i bagni e i proprietari di ville private. Ciascuna delle principali fontane era collegata a due acquedotti diversi, nel caso in cui uno di essi fosse chiuso per il servizio.
I romani erano in grado di far sgorgare l'acqua da fontane a getto, utilizzando la pressione dell'acqua che scorre da una fonte lontana e più elevata di acqua creata da una quota piezometrica. Illustrazioni di giardini con fontane che sgorgano acqua sono state trovate su pitture murali di Roma del I secolo a.C. e nelle ville di Pompei. La Villa Adriana di Tivoli è caratterizzata da una grande piscina con getti d'acqua. Plinio il Giovane descrisse la sala dei banchetti di una villa romana dove era posta una fontana che cominciava a sgorgare getti d'acqua quando gli ospiti si sedevano su un sedile di marmo: l'acqua scorreva in un bacino, dove le pietanze del banchetto erano servite in piatti a forma di barche galleggianti.
Gli ingegneri romani costruirono acquedotti e fontane in tutto l'Impero romano.

### Medioevo

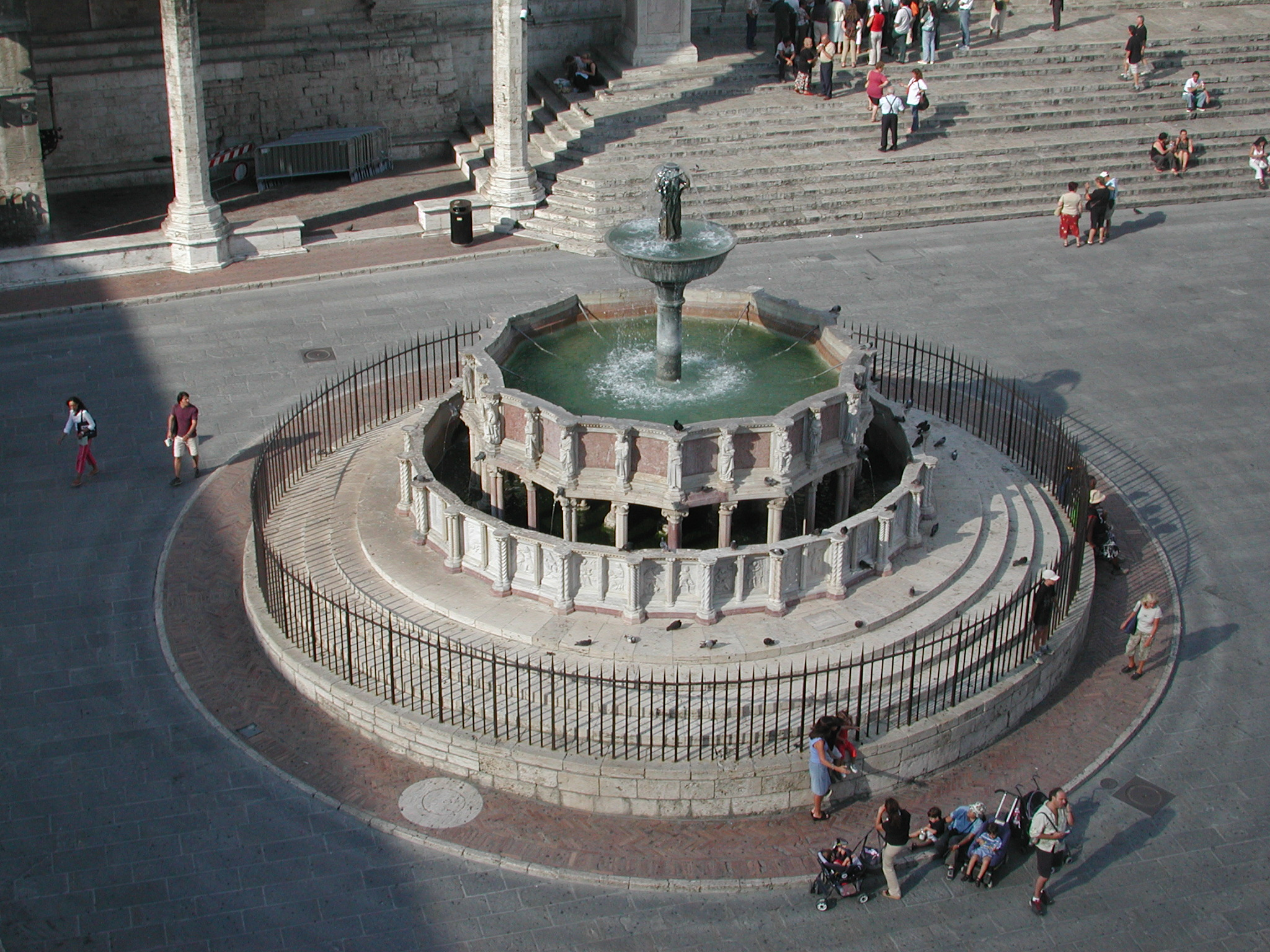
La Fontana Maggiore a Perugia

Durante il Medioevo, gli acquedotti romani furono distrutti o caddero in rovina e le numerose fontane costruite in tutta Europa smisero di funzionare, tanto che si può affermare che le fontane esistevano principalmente solo nell'arte e nella letteratura o nei monasteri appartati o nei giardini di palazzo. Nel Medioevo le fontane furono associate con la sorgente della vita, la purezza, la saggezza, l'innocenza e il giardino dell'Eden. Nei manoscritti miniati, come i Tres Riches Heures del Duca di Berry (1411-1416), il giardino dell'Eden viene raffigurato con una graziosa fontana gotica al centro. Anche la Pala di Gand di Jan van Eyck del 1432 mostra una fontana come caratteristica di adorazione dell'Agnello mistico, una scena apparentemente ambientata in Paradiso.
Il chiostro dei monasteri doveva essere una replica del giardino dell'Eden, protetto dal mondo esterno. Semplici fontane, chiamati lavabi, erano collocati all'interno di monasteri medievali, come l'Abbazia di Thoronet in Provenza, ed erano utilizzati per il lavaggio rituale prima delle funzioni religiose.
Fontane medievali sono state trovate anche nei cosiddetti "Jardins d'amour" ("giardini dell'amor cortese"), che erano giardini ornamentali utilizzati per il corteggiamento e il rilassamento. Il romanzo medievale Roman de la Rose descrive una fontana al centro di un giardino recintato che alimenta piccoli corsi d'acqua circondati da fiori ed erbe fresche.
Alcune fontane medievali, come quelle delle cattedrali dell'epoca, sono decorate con storie bibliche illustrate, storia locale e le virtù del loro tempo. La Fontana Maggiore a Perugia, realizzata nel 1278, è decorata con sculture in pietra che rappresentano profeti e santi, allegorie delle arti, lavori dei mesi, i segni dello zodiaco e scene della Genesi e storia romana.
Le fontane medievali erano studiate anche per fornire divertimento: nei giardini dei conti di Artois presso il castello di Hesdin, fu costruita nel 1295 famose fontane, chiamate "Les Merveilles de Hesdin" ("Le Meraviglie di Hesdin") che venivano attivate a sorpresa per inzuppare i visitatori. Questo tipo di "scherzo d'acqua" diventò popolare nel Rinascimento e poi nei giardini barocchi.

### Fontane del mondo islamico

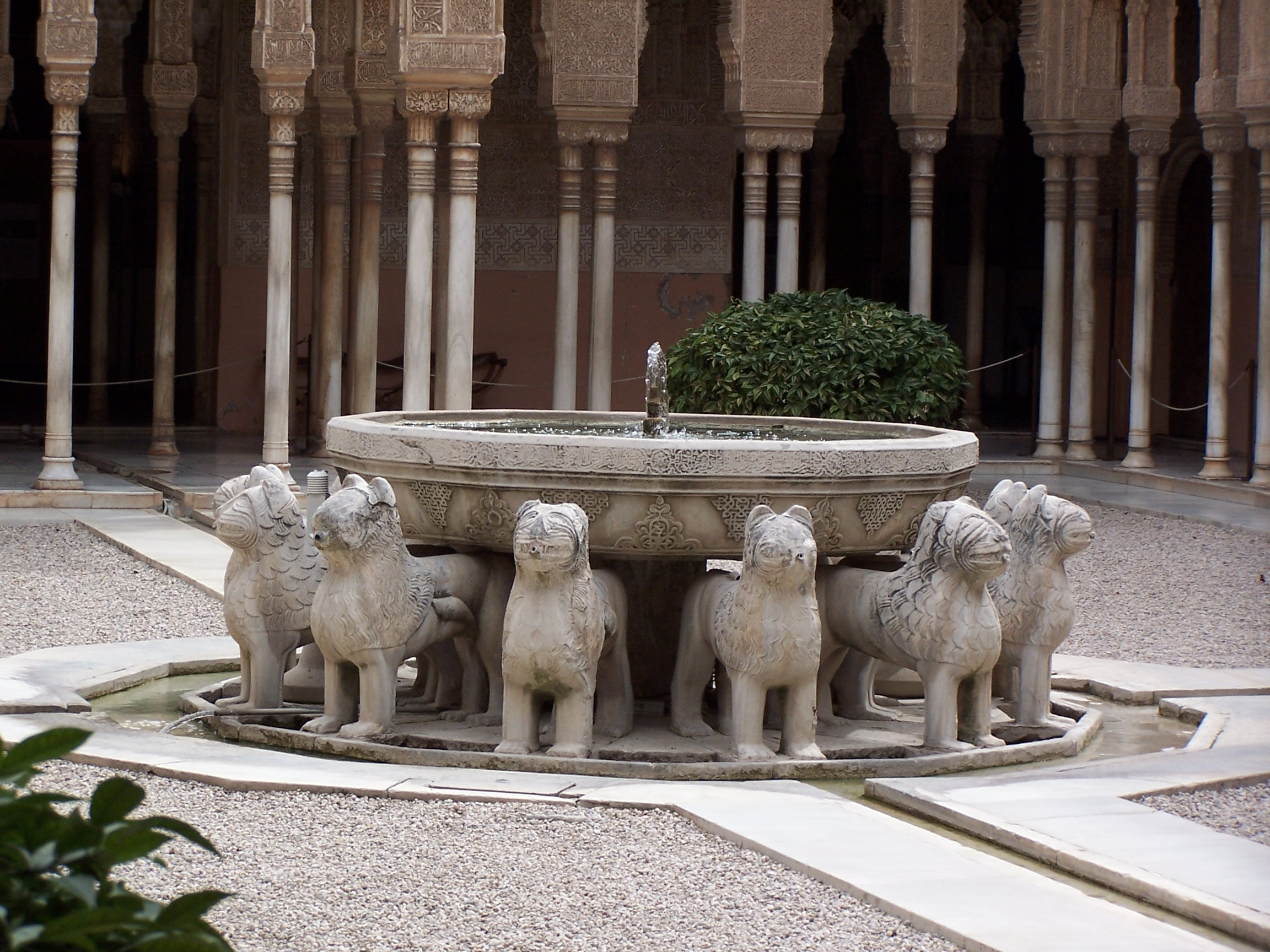
Fontana dei Leoni presso l'Alhambra a Granada

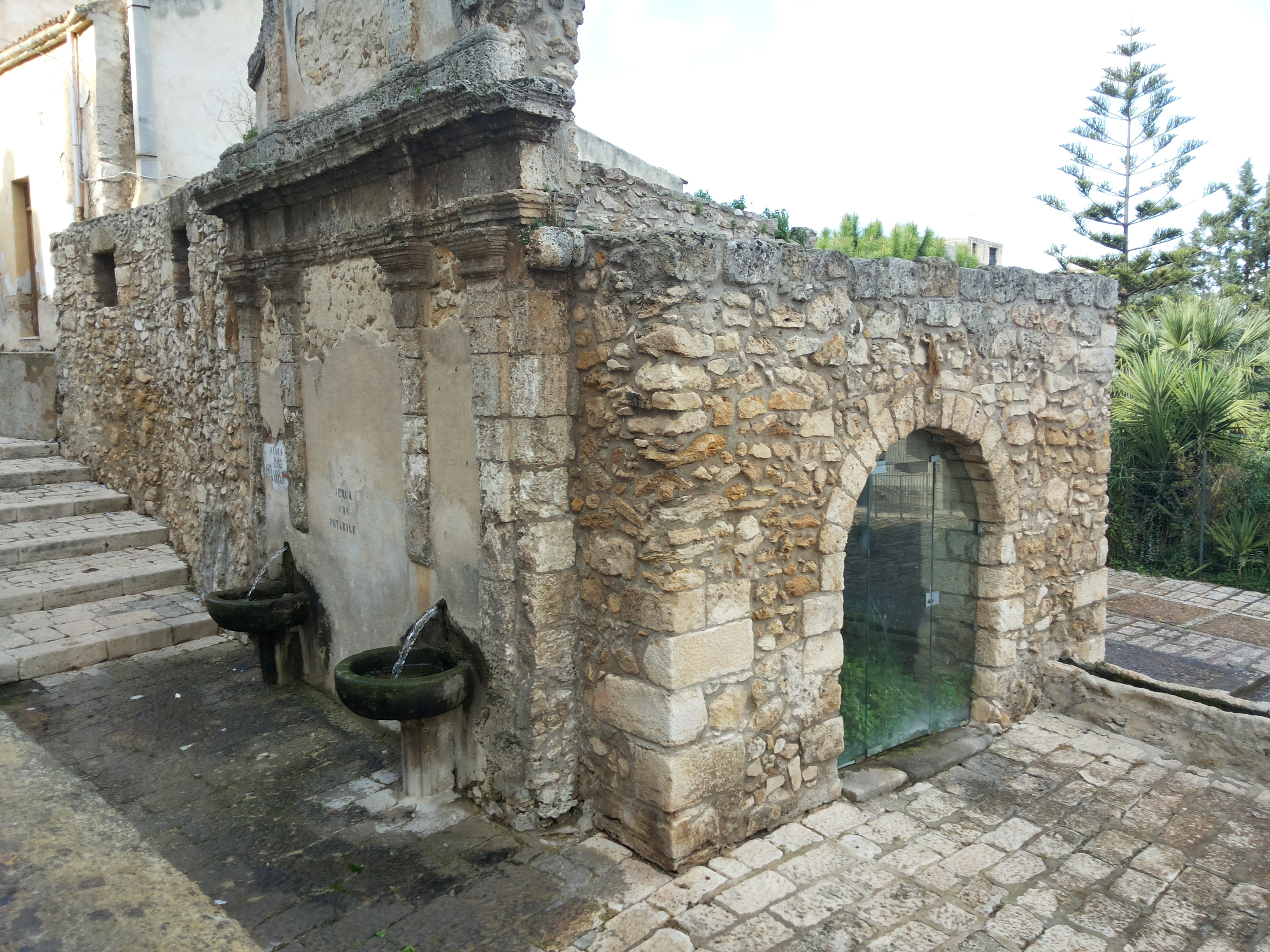
Fontana araba di Alcamo

Poco dopo la diffusione dell'Islam, gli arabi iniziarono la progettazione e la costruzione dei famosi giardini islamici, che a partire dal VII secolo furono tradizionalmente racchiusi da mura e progettati per rappresentare il paradiso. I giardini del paradiso erano disposti a forma di croce, con quattro canali che rappresentano i fiumi del paradiso che dividevano le quattro parti del mondo. L'acqua a volte sgorgava dal beccuccio di una fontana al centro della croce, che rappresentava la sorgente o fonte Salsabīl, descritta nel Corano come fonte dei fiumi del Janna (Paradiso islamico).
Nel IX secolo il califfo di Baghdad commissionò ai fratelli Banū Mūsā, un trio di inventori arabi, un libro che riassumesse la conoscenza tecnica del mondo greco e romano: l'opera, che fu intitolata "Il libro dei congegni ingegnosi", descrive le opere idrauliche dell'ingegnere greco Erone di Alessandria (I secolo) e di altri ingegneri, oltre a molte delle loro invenzioni. Hanno descritto progetti di fontane che facevano sgorgare l'acqua con diverse forme e una pompa d'acqua eolica, anche se non si sa se qualcuna di queste fontane fu mai effettivamente costruita.
I governanti persiani del medioevo avevano elaborati sistemi e fontane di distribuzione dell'acqua nei loro palazzi e giardini. L'acqua era prelevata con un tubo da una fonte ad una quota superiore e condotta all'interno del palazzo, dove sgorgava in una delle stanze o nel giardino attraverso un piccolo foro presente su un ornamento di marmo o pietra e finiva in una piccola vasca o nei canali del giardino. I giardini di Pasargade avevano un sistema di canali che scorrevano da bacino a bacino, sia per l'irrigazione del giardino sia per fare un suono piacevole. Gli ingegneri persiani utilizzarono anche il principio del sifone (chiamato Shotor-Gelu in lingua persiana, letteralmente "collo del cammello") per creare fontane a becco d'acqua o rese assomiglianti ad una sorgente in ribollizione. Il giardino di Fin, nei pressi di Kashan, utilizzava 171 beccucci collegati ai tubi per creare una fontana chiamata Howz-e jush ("vasca bollente"). [17]
Il ricircolo delle acque venne descritto per la prima volta nel 1206 dall'ingegnere ed inventore iracheno al-Jazari quando i re della dinastia Artuqidi in Turchia gli commissionarono la fabbricazione di una macchina per raccogliere l'acqua per i loro palazzi: il miglior progetto fu una macchina chiamata "pompa a pistone a doppio effetto alternativo" , che trasformava il moto rotativo in movimento alternato tramite un albero motore e un meccanismo a biella.
I palazzi della Spagna moresca, in particolare l'Alhambra di Granada erano decorate con fontane famose. Il patio del Sultano nei giardini del Generalife a Granada (1319) è caratterizzato da getti di acqua versati in un bacino, con canali che irrigano gli alberi di arancio e mirto. Il giardino è stato modificato nel corso dei secoli e i getti d'acqua che attraversano il canale di oggi sono stati aggiunti nel XIX secolo. La fontana nel Patio dei leoni dell'Alhambra, costruito 1362-1391, è una grande vasca (del XIV secolo) montata su dodici statue (risalenti all'XI secolo) in pietra raffiguranti leoni: l'acqua scaturisce verso l'alto nella vasca e versa dalla bocca dei leoni, riempiendo quattro canali che dividono il cortile in quadranti.
La progettazione del giardino islamico si diffuse in tutto il mondo islamico, dalla Spagna moresca al impero Moghul nel subcontinente indiano: si diceva che i Giardini Shalimar (Lahore) costruiti dall'imperatore Shah Jahan nel 1641 fossero ornati con 410 fontane, con l'acqua che finiva in un grande bacino, canali e piscine di marmo.
I governanti dell'Impero ottomano fecero spesso costruire fontane accanto alle moschee cosicché i fedeli potessero fare le abluzioni rituali. Tra i numerosi esempi si possono ricordare: la Fontana di Qasim Pascià (1527) sul Monte del Tempio a Gerusalemme costruita durante il regno di Solimano il Magnifico; la Fontana di Ahmed III (1728) presso il Palazzo di Topkapı di Istanbul e l'omonima a Scutari (1729) e la Fontana di Tophane (1732). I palazzi stessi avevano spesso piccole fontane decorate, che fornivano l'acqua potabile, raffreddata ad aria e con spruzzi dal suono piacevole. Un esempio superstite è la Fontana delle Lacrime (1764) nel Palazzo del Khan a Bachčysaraj (Crimea), resa celebre da una poesia di Aleksandr Puškin.
Il sebil era una fontana decorata che era spesso l'unica fonte d'acqua per il quartiere circostante ed era spesso commissionata come un atto di pietà islamica da una persona ricca.

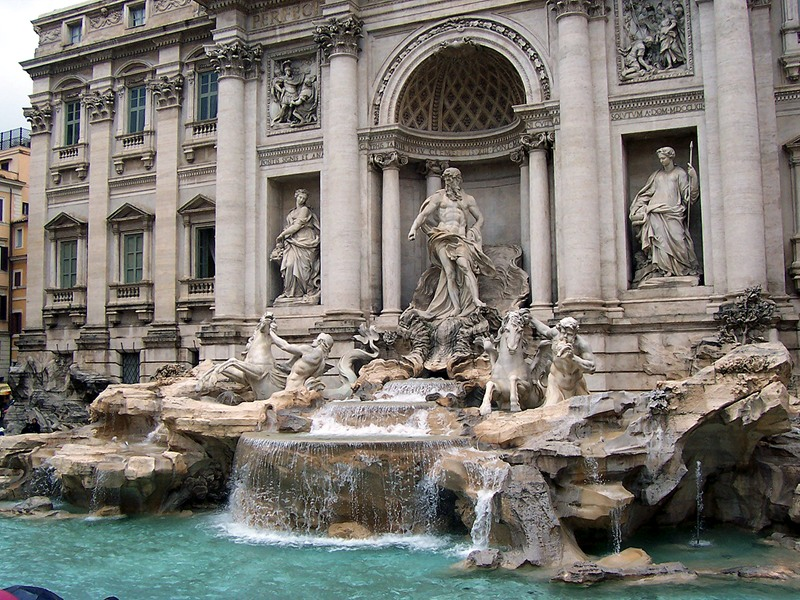
La Fontana di Trevi a Roma

## Galleria d'immagini

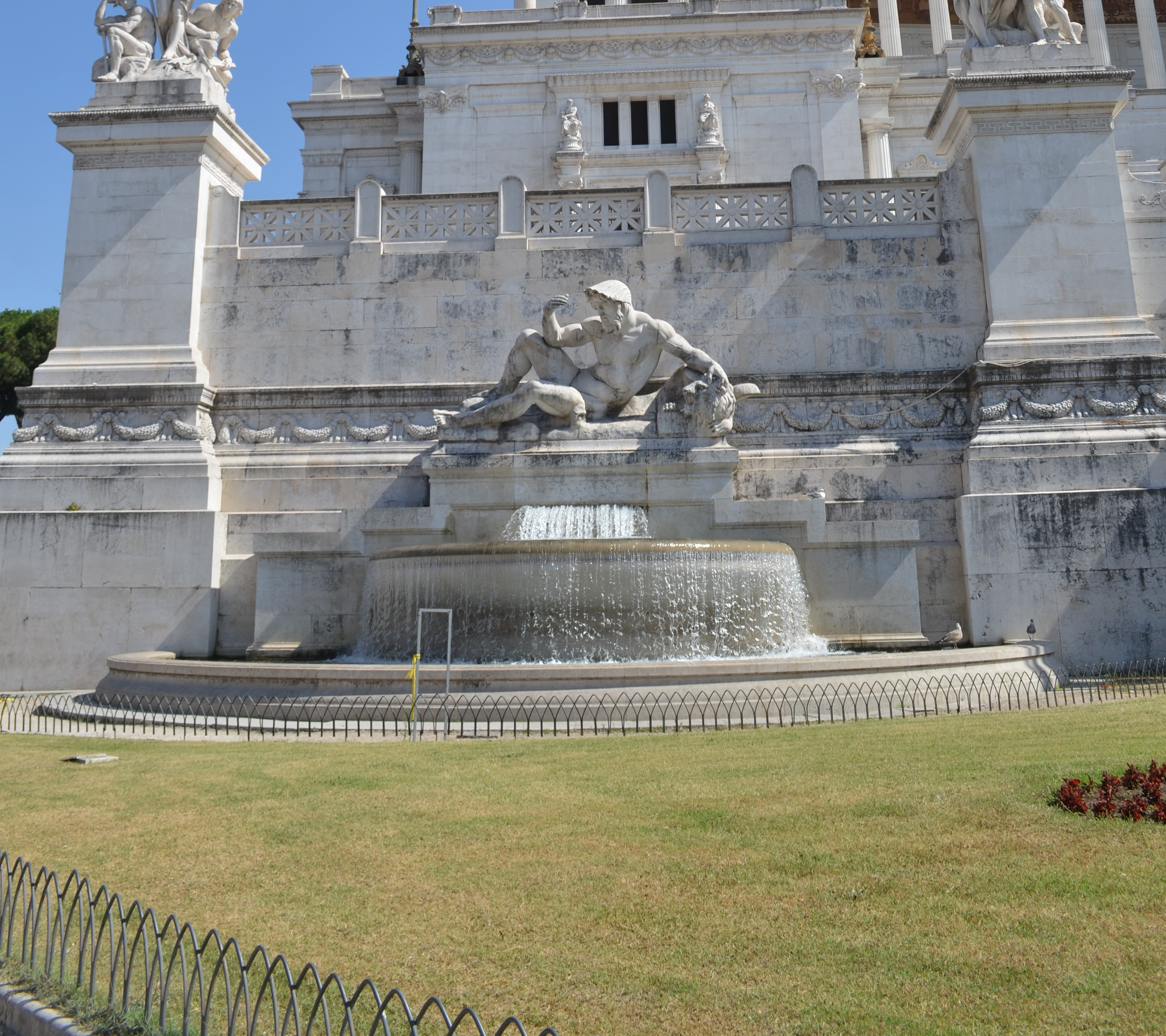
La fontana dell'Adriatico presente all'ingresso del Vittoriano, Roma
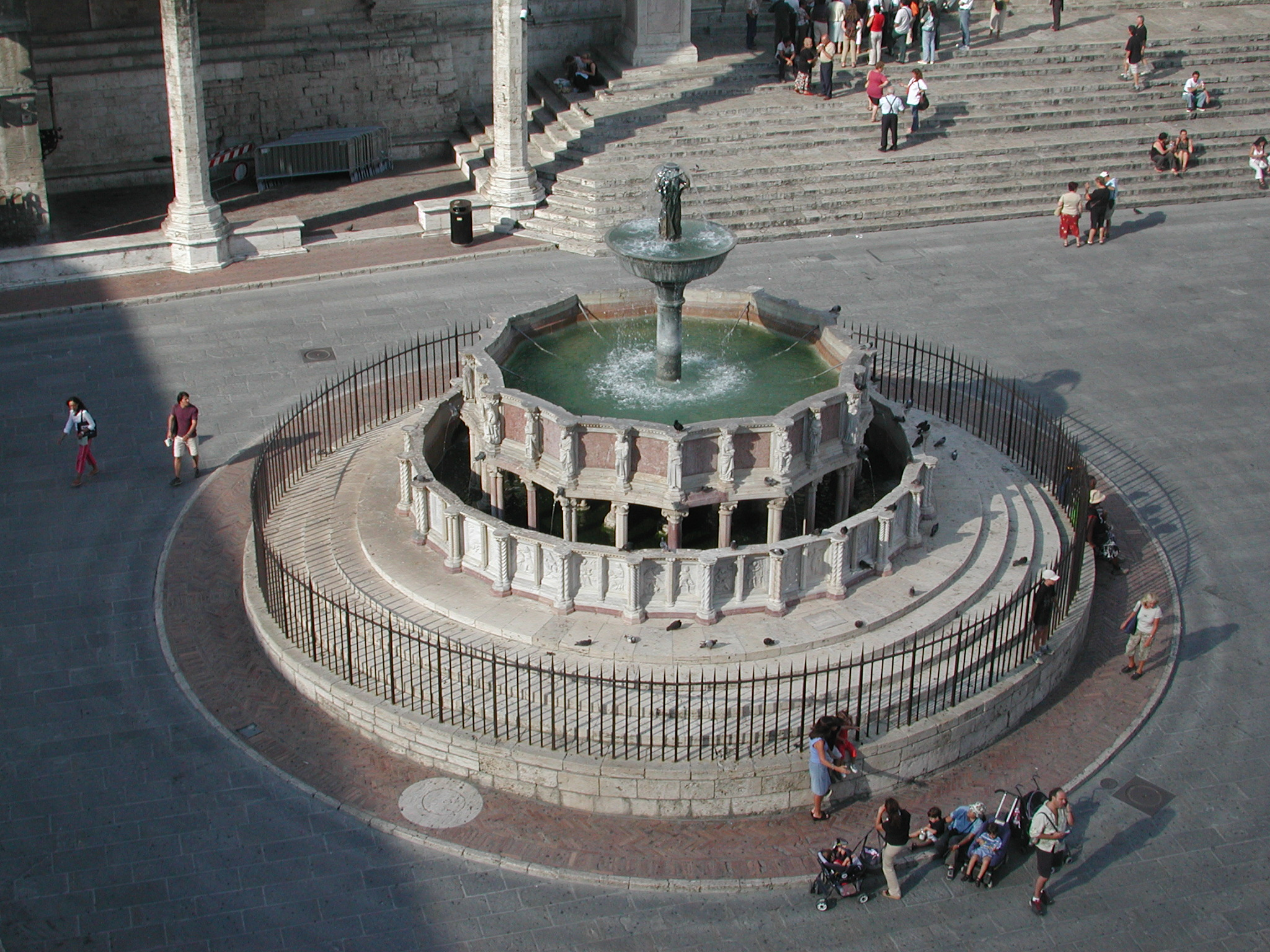
Fontana Maggiore, Perugia
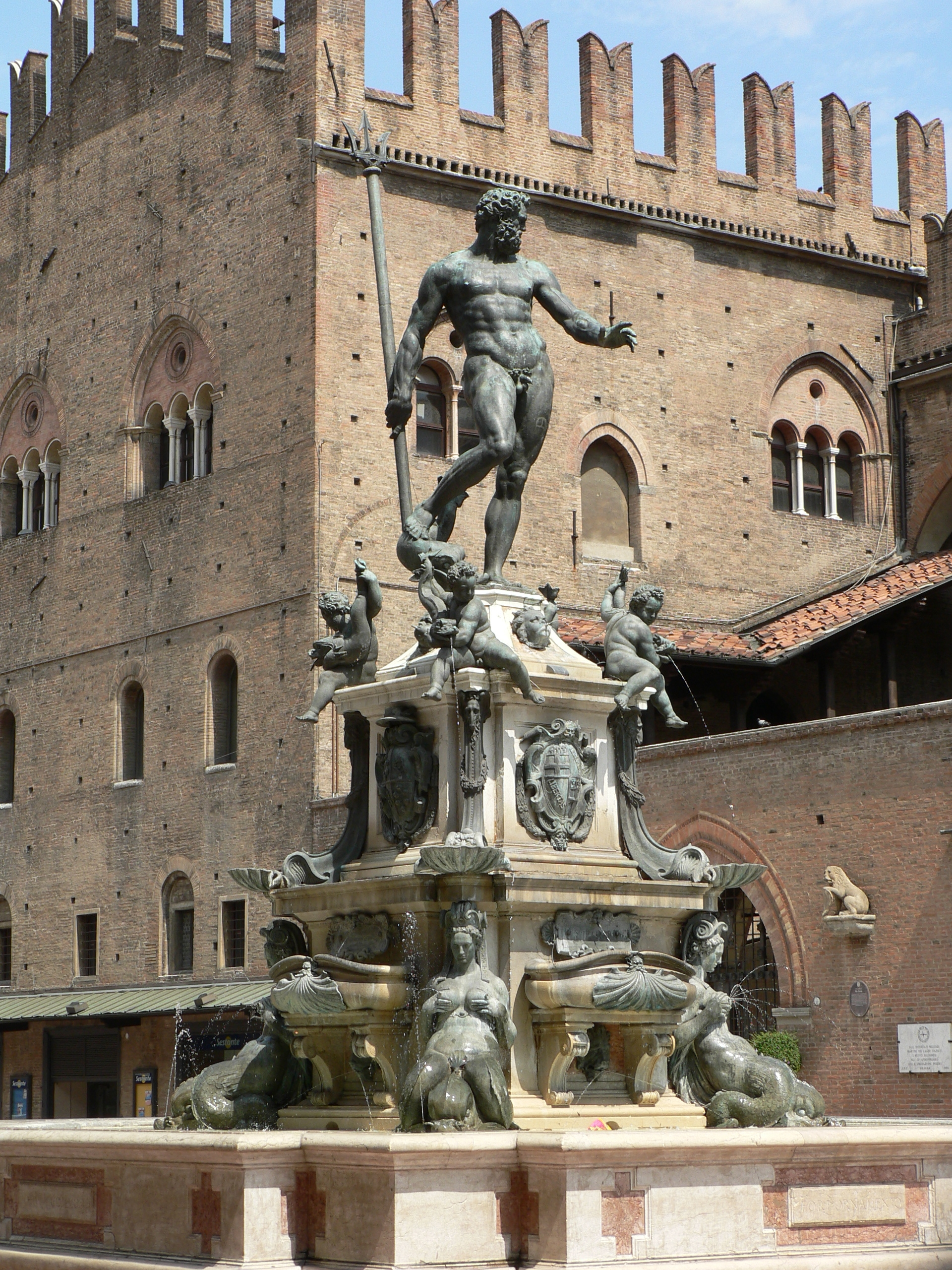
Fontana del Nettuno a Bologna
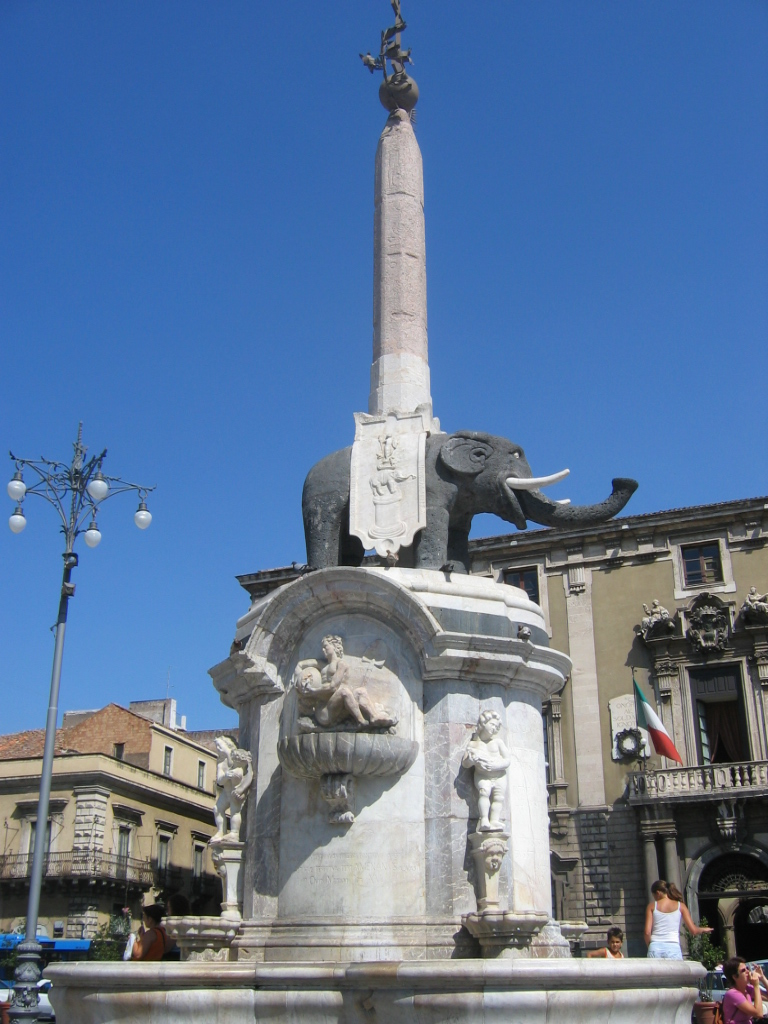
Fontana dell'Elefante a Catania
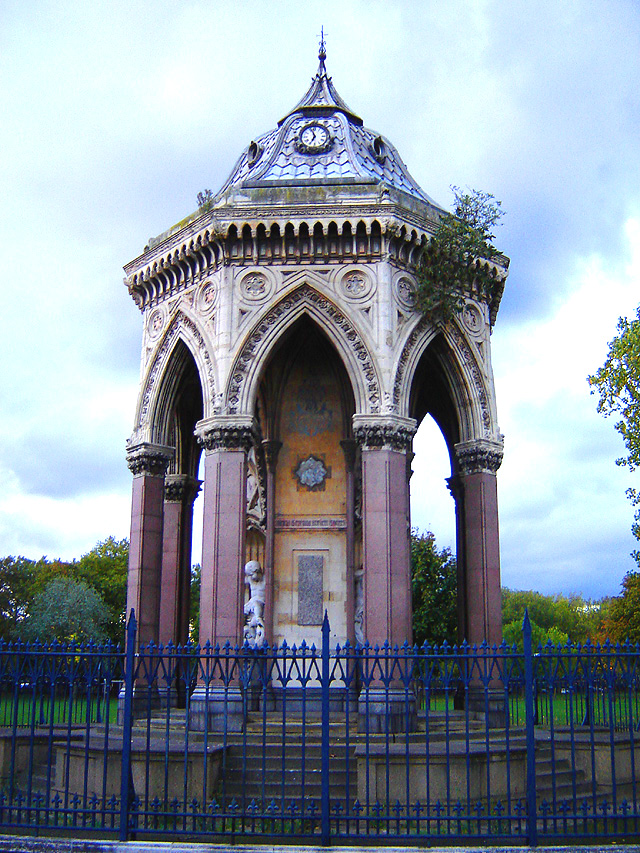
Fontana di Victoria Park, Londra
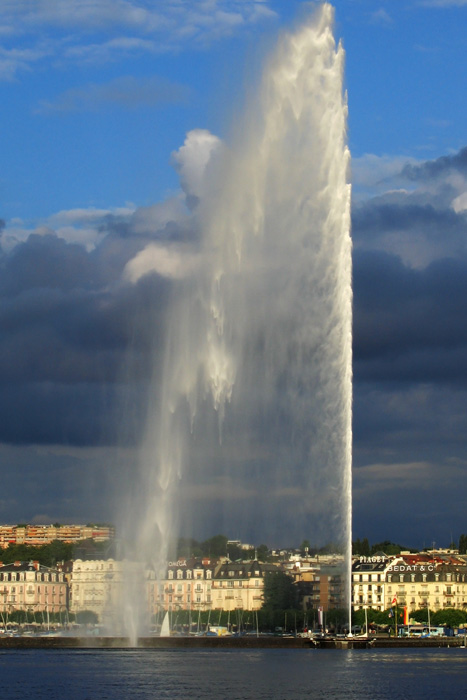
Jet d'eau, Ginevra
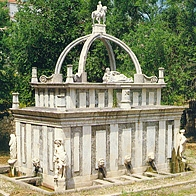
Fontana di Rosello, fonte di Sassari
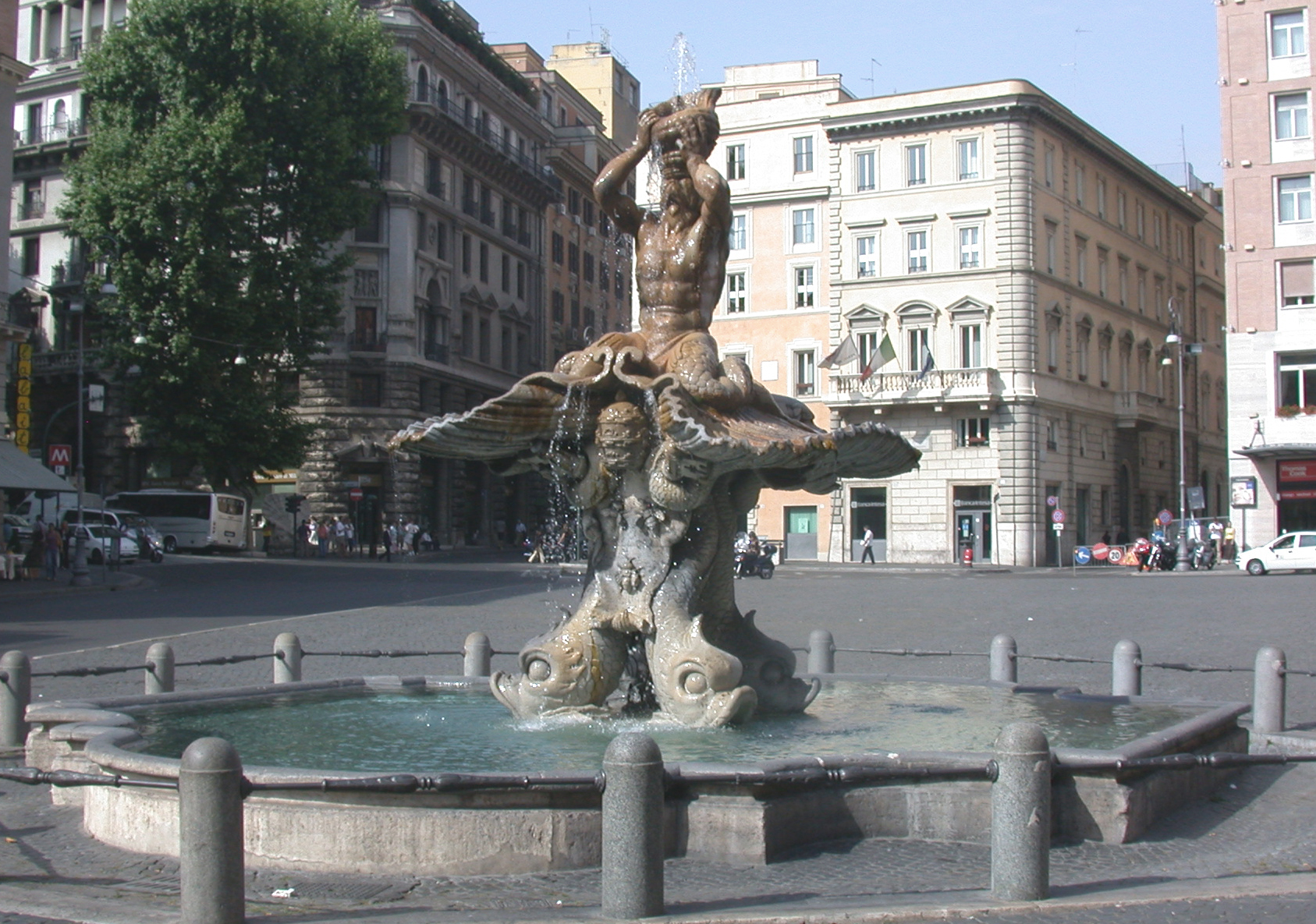
Fontana del Tritone, Roma
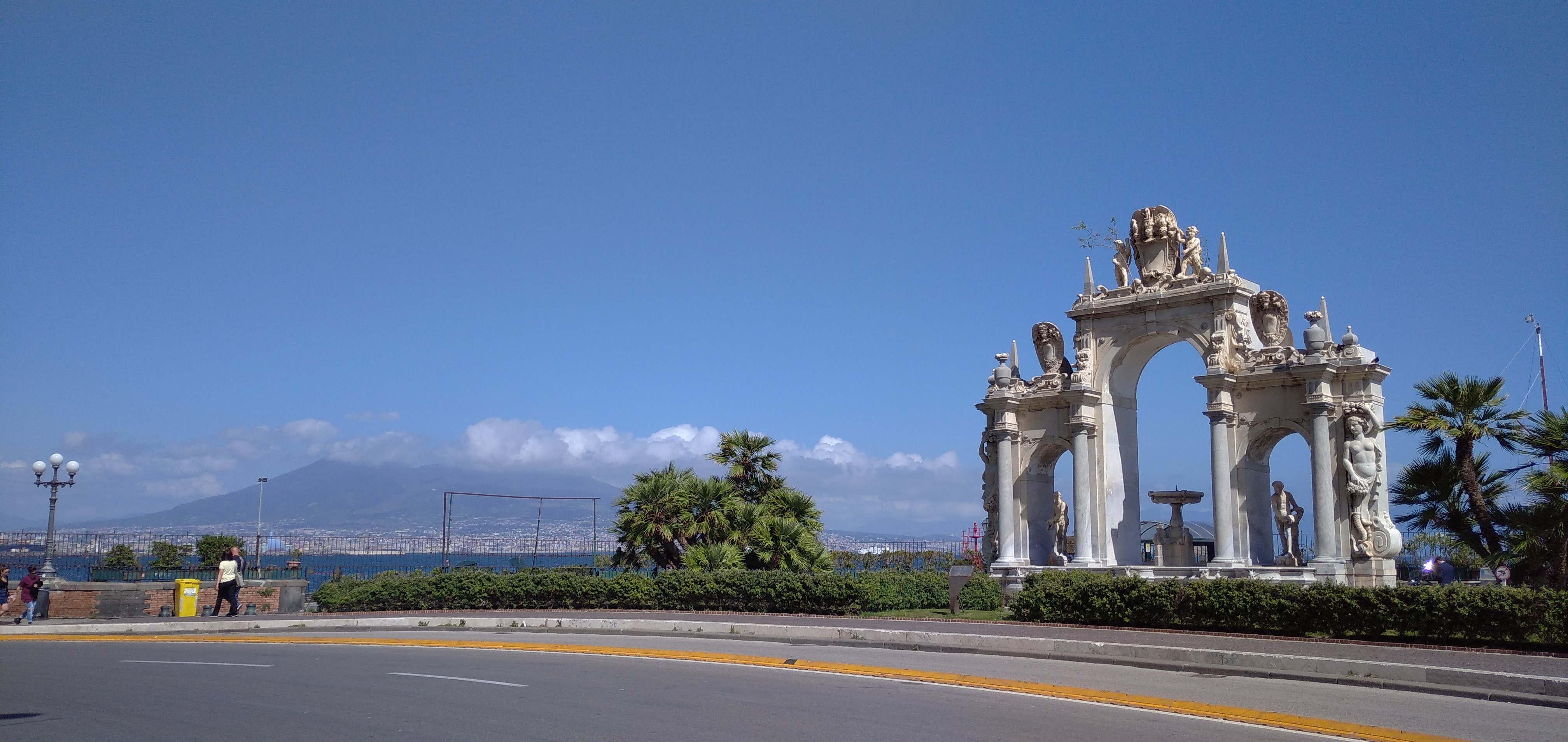
Fontana del Gigante di Napoli
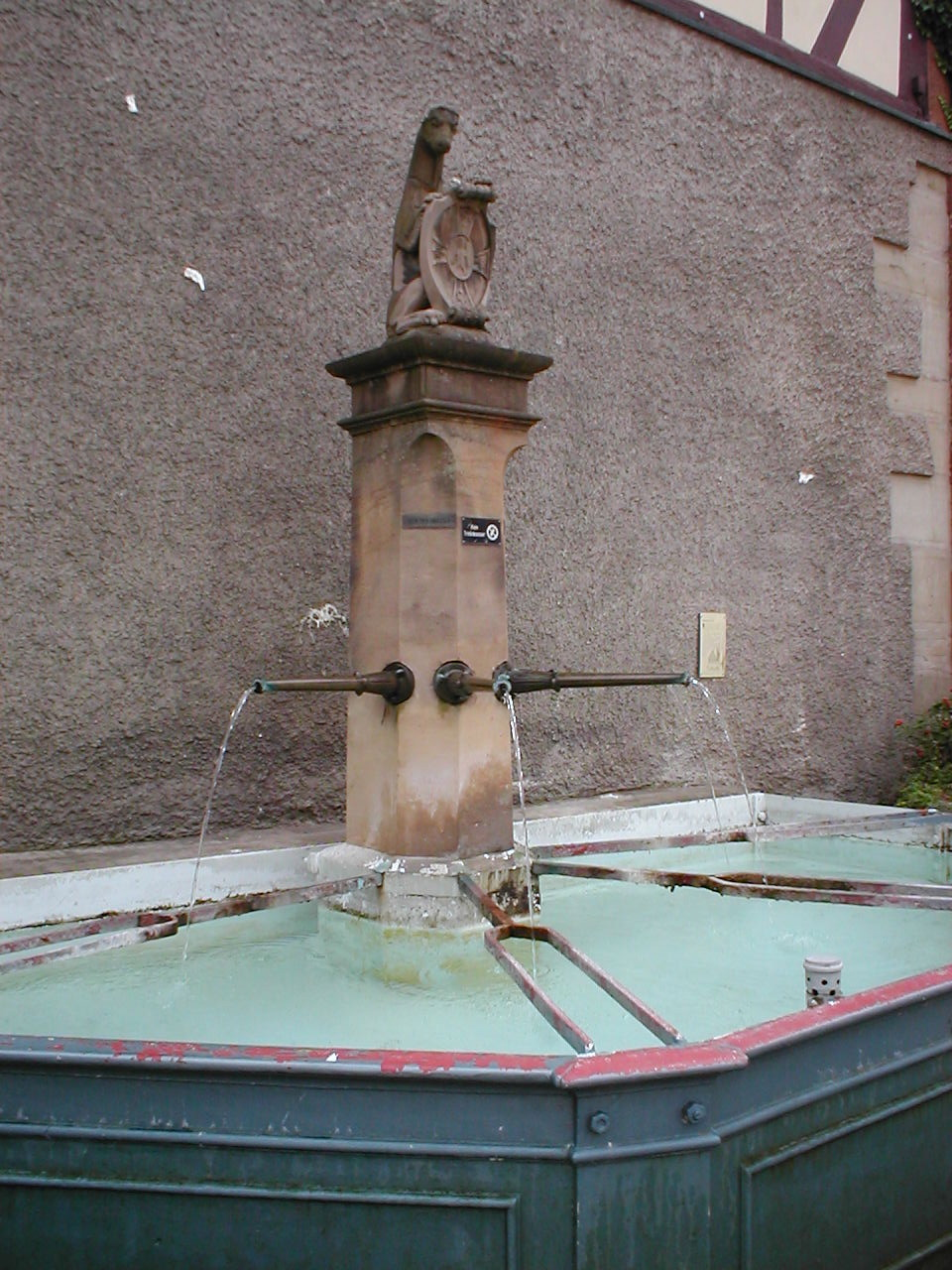
Un'elegante fontana cittadina
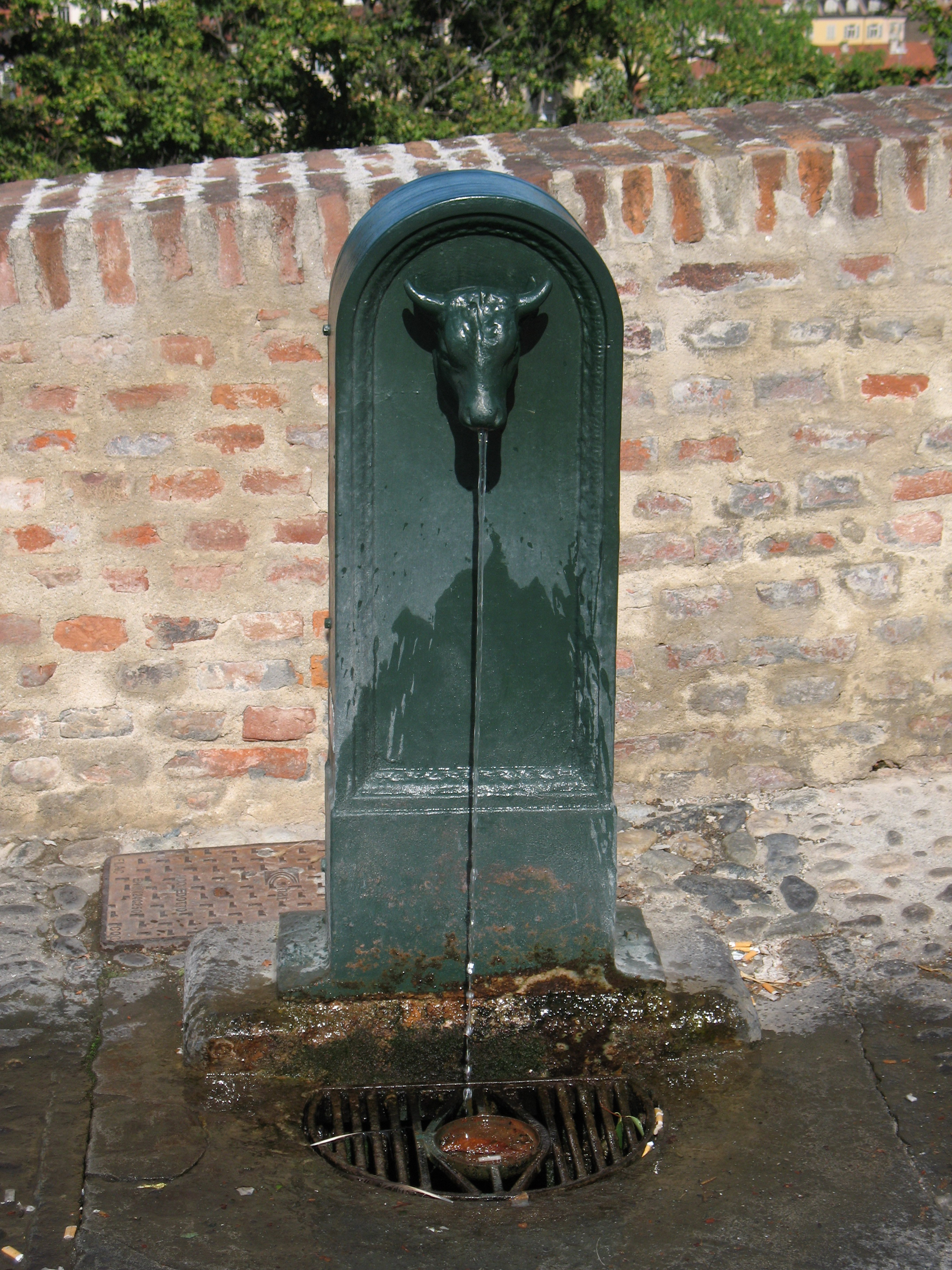
Torèt: tipica fontanella di Torino a testa di toro
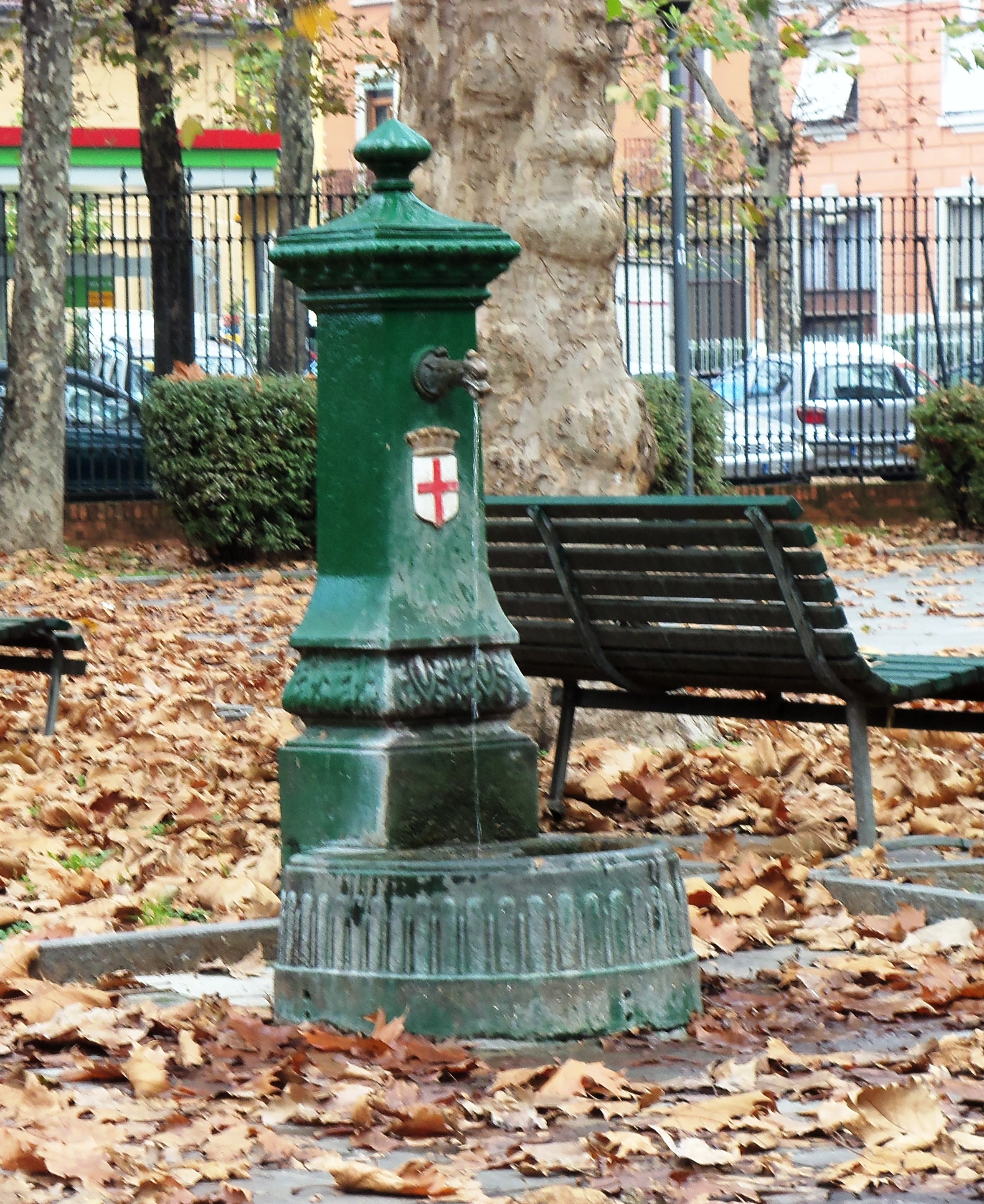
Draghi verdi o vedovelle: le fontanelle in ghisa dei parchi di Milano
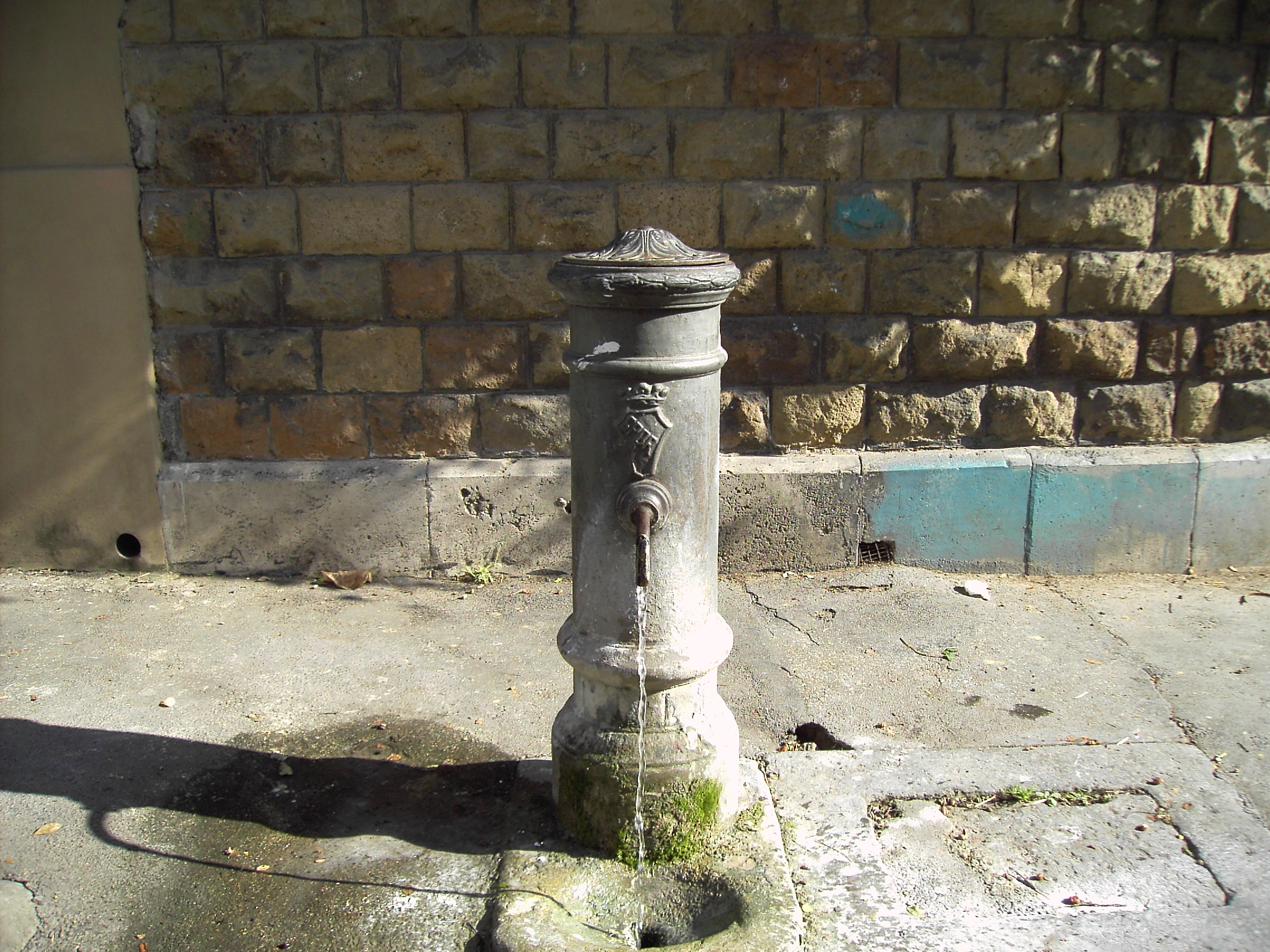
Un nasone: tipica fontanella di Roma
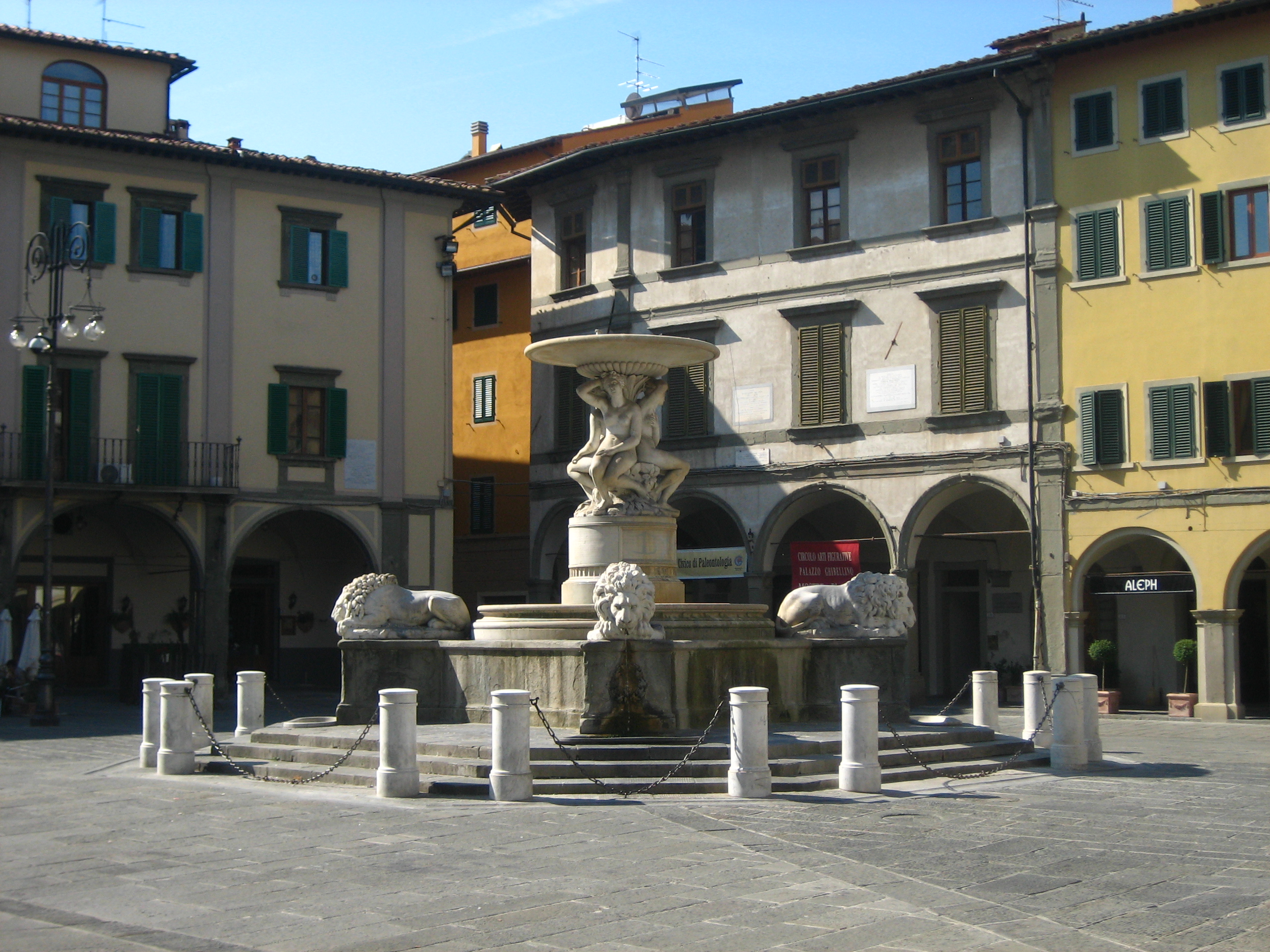
Fontana delle Naiadi in Piazza Farinata degli Uberti, a Empoli
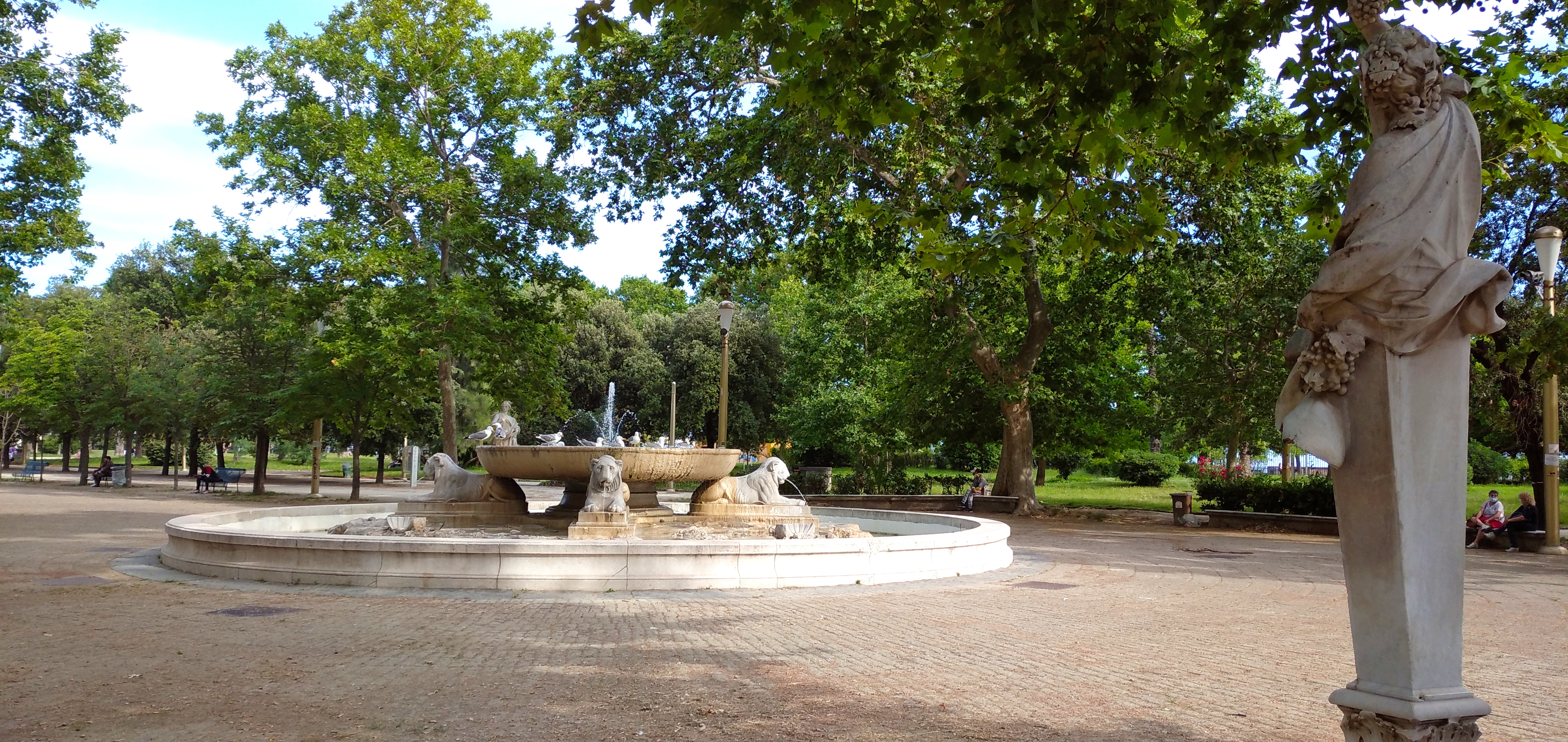
Fontana delle quattro stagioni, Napoli
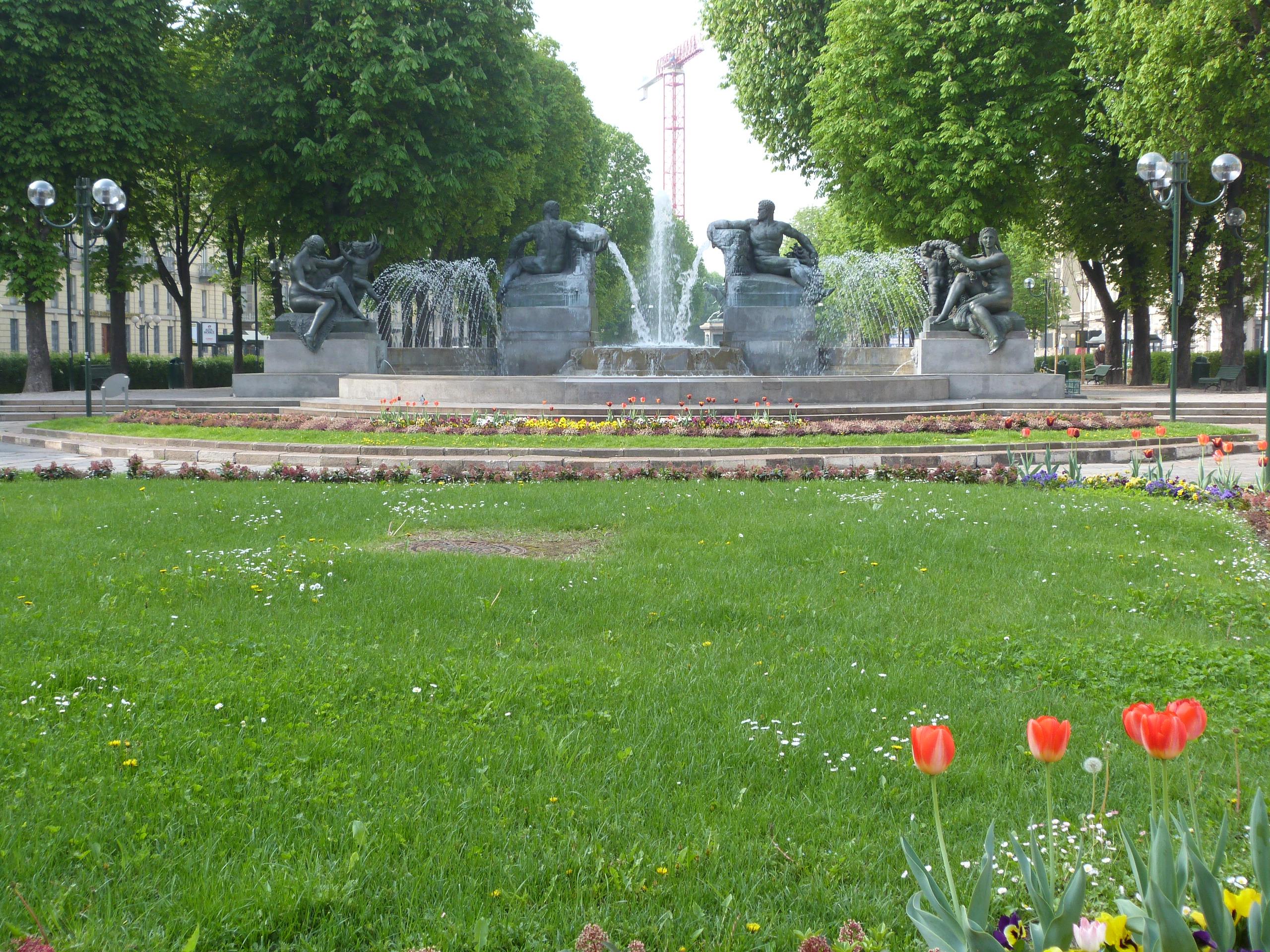
Fontana Angelica di Piazza Solferino, a Torino